# جاك العنيف
جاك العنيف (باليابانية: バイオレンスジャック) (بالإنجليزية: Violence Jack)‏ ، هي مجلة رسوم متحركة يابانية من عمل المؤلف الياباني جو ناجاي ، وتم إصدار العدد الأول سنة 1983 وظهر آخر الإصدارات سنة 1990م، حيث تم إصدار الدولي للمجلة بجانب أفلام الرسوم المتحركة باللغة الإنجليزية وعرضها في أستراليا والمملكة المتحدة ونيوزلندا، وفي غالبية القصة يظهر جاك وهو ببنيته الضخمة المجتثة ينقذ النساء الضعيفات المسالمات من وحشية تعاملها مع قطاع الطرق واستفزازهن وقتلهن.

## وصلات خارجية
- جاك العنيف (مانغا) في شبكة أخبار الأنمي
- جاك العنيف على موقع IMDb (الإنجليزية)
- جاك العنيف على موقع قاعدة بيانات الفيلم (الإنجليزية)
- جاك العنيف على موقع ليتربوكسد (الإنجليزية)
- جاك العنيف على موقع كينوبويسك (الروسية)
- جاك العنيف على موقع ANN anime (الإنجليزية)
- جاك العنيف على موقع ANN manga (الإنجليزية)
- Violence Jack Review by The Anime of Yesteryear Podcast